# Athabaska-Ufer
Das ehemalige Athabaska-Ufer befindet sich im Hamburger Hafen zwischen dem Athabaska-Höft und dem Anfang des Athabaska-Kais. Hier befand sich noch bis 1992 eine Anlegestelle der HADAG mit gleichem Namen sowie das Wasserschutzpolizeirevier 8, das 1992 mit Ausbau des Athabaska-Kais dem Containerumschlag weichen musste.
Am Athabaska-Ufer strandete im Oktober 1891 in dem damaligen Sumpfgelände Böhnhasensand der mit 1.645 Nettoregistertonnen vermessene, englische Schraubendampfer Athabasca des Liverpooler Reeders William Tapscott. Das nach dem kanadischen Fluss Athabasca River benannte Schiff war mit Reis beladen und fuhr elbaufwärts. Nachdem es festgekommen war, kollidierte der Sloman-Dampfer Procida mit der Athabasca, deren Kessel- und Maschinenraum daraufhin volllief. Die Athabasca sank vor dem Parksand. Das Wrack wurde nicht geborgen. Es wurde nur aus dem Fahrwasser geschafft und auf Strand gesetzt. Später wurde auf dem Vorschiff ein Leuchtfeuer installiert. Beim Ausbau der Hafenanlagen verschwand es unter dem Elbsand. Nur der Name Athabaska-Höft erinnert noch an das Schiff.
Heute ist der Athabaska-Kai eine moderne Containerumschlagsanlage der HHLA mit einer Kailänge von etwa 1.000 Metern und 12,5 Metern Wassertiefe, die vom Parkhafen im Westen bis zum Maakenwerder Hafen im Osten reicht und gegenüber von Övelgönne, einem Ortsteil Othmarschens, liegt.